# 帕尔梅赖斯
帕尔梅赖斯（葡萄牙語：Palmeirais）是巴西皮奥伊州的一个市镇。总面积1360.307平方公里，总人口13721人，人口密度10.1人/平方公里。